# Monastère de Vratna
Le monastère de Vratna (en serbe cyrillique : Манастир Вратна ; en serbe latin : Manastir Vratna) est un monastère orthodoxe serbe situé à Vratna, dans le district de Bor et dans la municipalité de Negotin en Serbie.
Le monastère, dédié à l'Ascension, abrite aujourd'hui une communauté de religieuses.

## Présentation
Le monastère se trouve à une quarantaine de kilomètres de Negotin et à 20 km de Brza Palanka, dans la gorge de la rivière Vratna. 

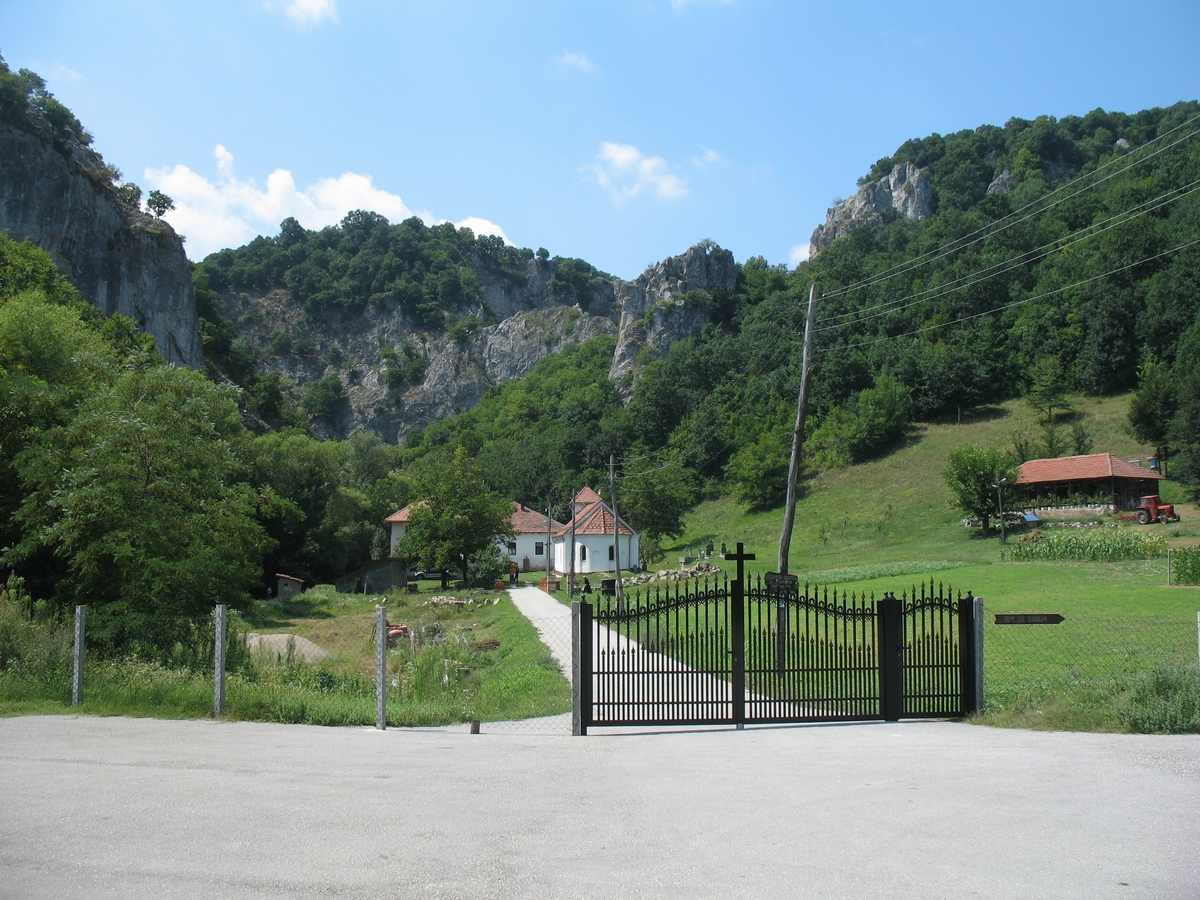
Vue d'ensemble du monastère

Selon la tradition, il aurait été fondé au début du XIVe siècle par saint Nicodème, neuvième archevêque de Peć, à l'époque du roi Stefan Milutin. Il a été plusieurs fois détruit et reconstruit. L'ensemble monastique est aujourd'hui constitué d'une église et de deux konaks, dont le plus ancien a été construit en 1856.
L'église, dédiée à l'Ascension, mesure 16 m de long sur 7,5 m de large ; les murs font 2,5 m d'épaisseur. L'édifice est constitué d'une nef unique prolongée par une abside demi-circulaire et précédée par un narthex ; la façade occidentale est dominée par un clocher et la nef est éclairée par six fenêtres étroites. Les façades sont dépourvues de toute décoration particulière.
À l'intérieur de l'église, parmi les fresques les plus anciennes figurent la tête du Christ de la composition du Christ Sauveur située dans la chapelle de la proscomidie et des fragments de représentations de saints sur le mur sud, où l'on peut reconnaître des scènes de l'Évangile, saint Macaire, saint Zosime et sainte Marie l'Égyptienne.